# Jin Sang-min
Jin Sang-min (kor. 진상민; * 5. November 1996 in Ulsan) ist ein südkoreanischer Fußballspieler.

## Karriere
Das Fußballspielen erlernte Jin Sang-min in der Universitätsmannschaft der Kwandong University. Seinen ersten Vertrag unterschrieb er 2019 beim  thailändischen Zweitligisten Navy FC in Sattahip. Nach einer schweren Verletzung wurde der Vertrag Mitte 2019 aufgelöst und Jin ging zurück in sein Heimatland. Hier unterschrieb er im Juli einen Vertrag bei Ulsan Citizen FC, einem Verein aus Ulsan, der in der Dritten Liga, der K3 League Basic, spielt. Nach insgesamt 16 Ligaspielen wurde sein Vertrag Ende 2021 nicht verlängert.